# Femme à chats

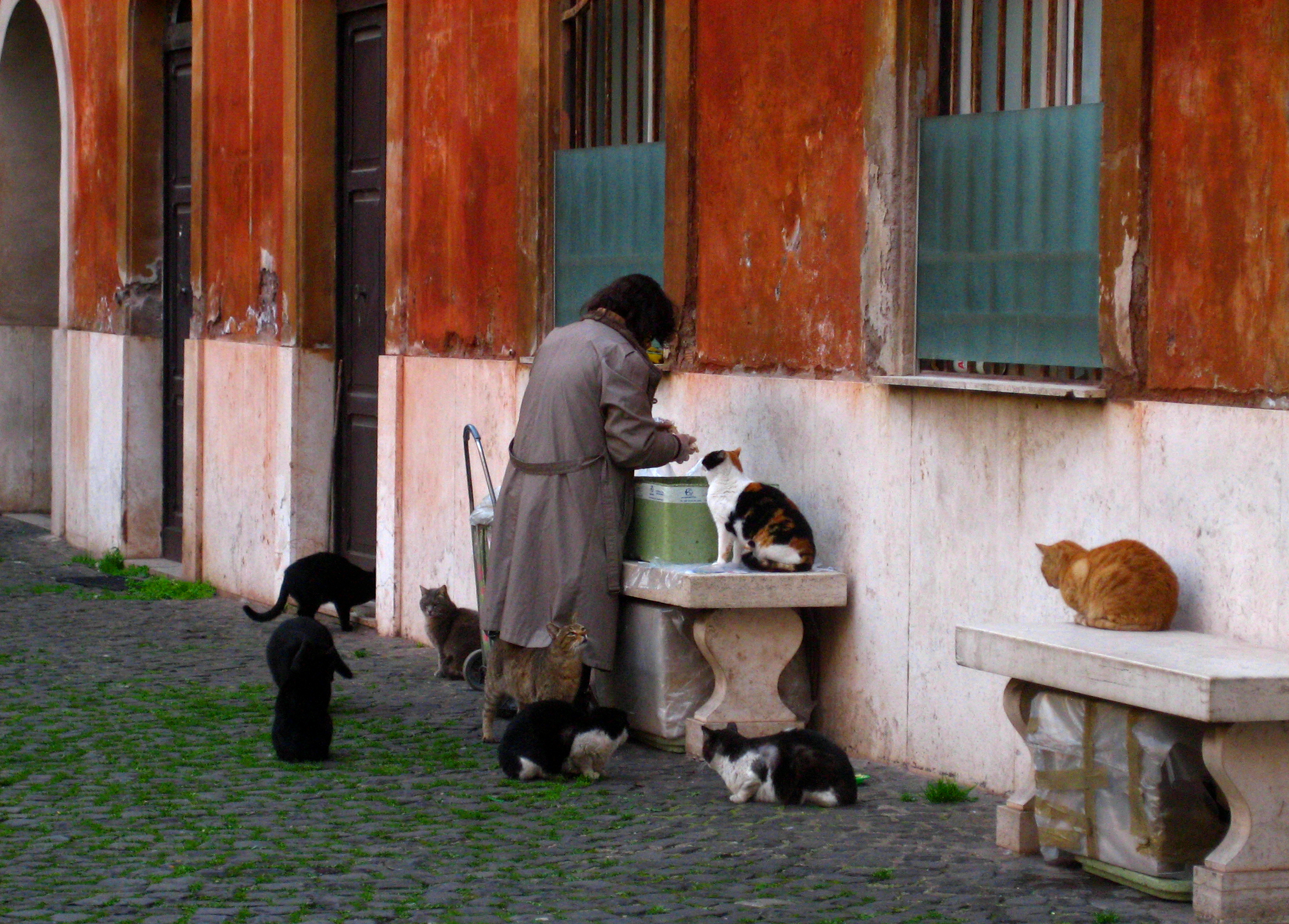
Une femme nourrissant des chats près de l'Hôpital des Femmes de Rome.

Une femme à chats est une femme généralement célibataire et caractérisée par l'affection exclusive envers ses chats. Ce stéréotype qui puise ses origines dans les chasses aux sorcières du XVe siècle est le plus souvent employé de façon péjorative et rétrograde

## Description
Dans le monde anglo-saxon, les femmes à chats ont régulièrement été perçues comme des vieilles filles. Plus récemment, cette notion est associée aux femmes très investies dans leur carrière et peu disponibles pour n'importe quelle relation amoureuse.
L'expression est aussi utilisée pour désigner les personnes souffrant du syndrome de Noé quand elles accueillent un nombre élevé de chats sans toutefois s'en occuper de façon appropriée.
En 2012, certaines recherches avancent que le parasite Toxoplasma gondii, qui se reproduit exclusivement dans les chats, peut causer des troubles psychiatriques, dont le trouble obsessionnel compulsif (TOC). La syllogomanie (accumulation compulsive) de chats est régulièrement associée aux femmes dépendantes des chats. Des médias ont mis en avant l'expression « Crazy Cat Lady Syndrome » (« Syndrome de la femme à chats folle ») pour indiquer une toxoplasmose (faisant implicitement un lien entre T. gondii et des troubles psychiatriques).

### Usage et association

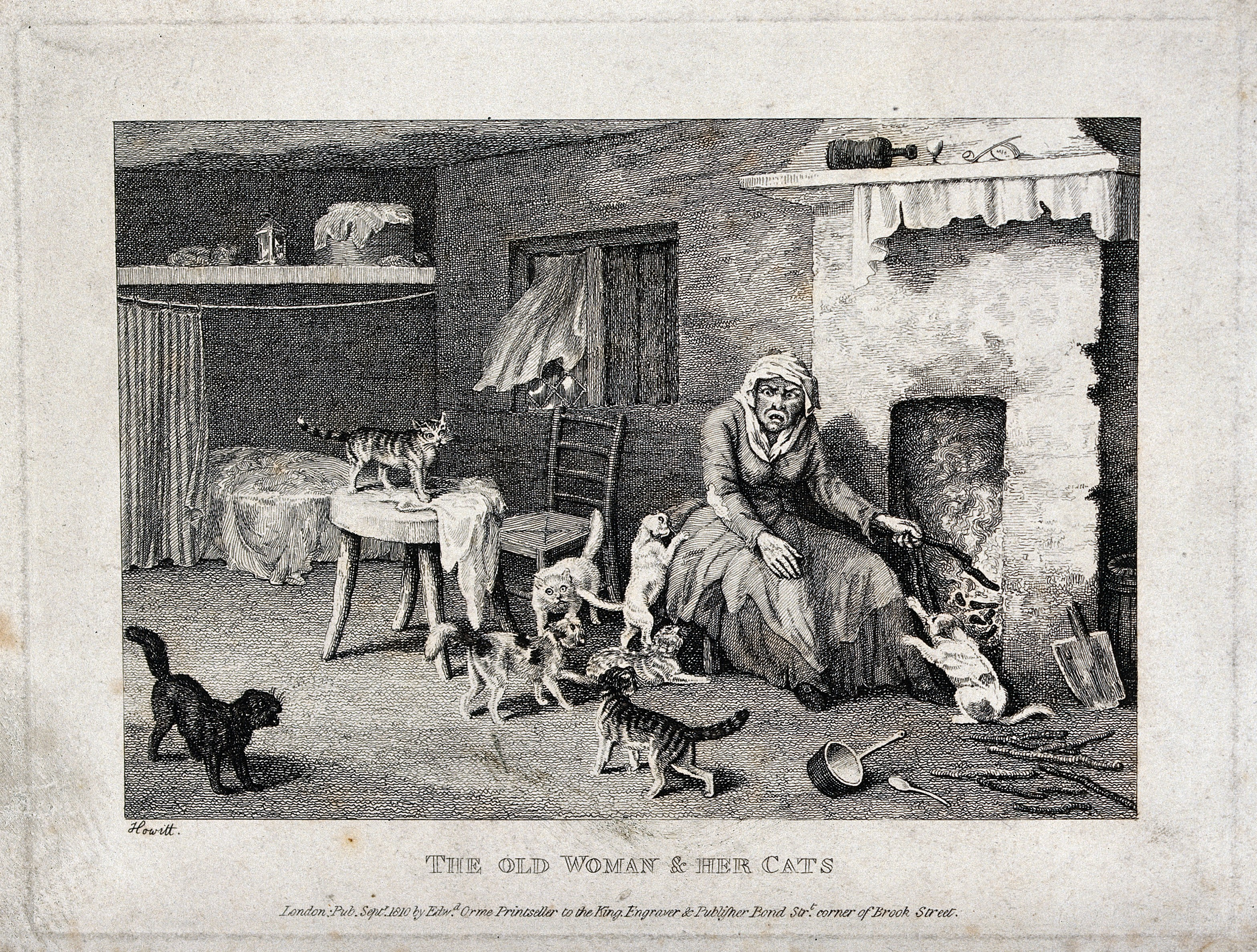
"La vieille femme et ses chats", 1811

Les femmes qui ont des chats sont depuis longtemps associées au concept de vieille fille, de veuve ou même de sorcellerie. Au cours des dernières décennies, le concept de dame aux chats est associé aux femmes "ayant des difficultés amoureuses (souvent orientées vers leur carrière)".
Une dame aux chats peut également être une accumulatrice d'animaux qui garde un grand nombre de chats sans avoir la capacité de les loger ou de s'en occuper correctement. Elles peuvent être ignorantes de leur situation, ou généralement inconscientes de leur situation. Les personnes conscientes de leur situation ne sont normalement pas considérées comme des dames aux chats.
Selon le contexte, le mot ordinairement péjoratif "folle" peut être ajouté à "dame aux chats" pour indiquer soit une connotation péjorative, soit une étiquette humoristique et affectueuse. Certains écrivains, célébrités et artistes contestent le stéréotype de la "dame aux chats folle" basé sur le genre et adoptent le terme pour désigner un amoureux des animaux ou un sauveteur qui prend soin d'un ou de plusieurs chats et qui est psychologiquement sain,,.

## Toxoplasma gondii
Certaines études indiquent un lien entre le parasite Toxoplasma gondii, qui se reproduit exclusivement chez les chats, et de nombreuses conditions psychiatriques, y compris le trouble obsessionnel compulsif (TOC) et la schizophrénie,, alors que d'autres études montrent que T. gondii n'est pas un facteur causal dans les psychoses ultérieures,.
L'accumulation compulsive de chats, symptôme du trouble obsessionnel compulsif (TOC), est depuis longtemps associée aux "dames aux chats folles".
Le syndrome de la dame aux chats folle est un terme inventé par les organisations de presse pour décrire les découvertes scientifiques qui lient Toxoplasma gondii à plusieurs troubles mentaux et problèmes de comportement,.

## Filmographie
- Cat Ladies, un documentaire de 2009, raconte l'histoire de quatre femmes qui dédient leur vie aux chats[19]. Il a été officiellement sélectionné à trois festivals de cinéma : Hot Docs Festival en 2009, Silverdocs Festival et San Francisco's DocFest[20].

### Cat Ladies
Le documentaire Cat Ladies (2009) raconte les histoires de quatre femmes dont les vies sont dédiées à leurs chats. Le film est réalisé par Christie Callan-Jones et produit par Chocolate Box Entertainment, initialement pour TVOntario. Il est une sélection officielle aux festivals Hot Docs 2009, Silverdocs Festival et DocFest de San Francisco.
Naftali Berrill, Ph.D., directeur du Centre de Neuropsychologie et des sciences comportementales médico-légales de New York, déclare à AOL Health: "Ce peuvent être des personnes qui ont beaucoup de mal à s'exprimer auprès des autres. Elles peuvent trouver que le besoin humain d'affection est le plus facilement satisfait par une relation avec un animal de compagnie". Cette dévotion peut parfois signaler des problèmes mentaux ou émotionnels tels que la dépression.